# Yusuke Nakamura
Yusuke Nakamura (中村 友亮 Nakamura Yusuke?), född 6 oktober 1986 i Shizuoka prefektur, är en japansk före detta fotbollsspelare.
Nakamura började sin karriär 2005 i Vissel Kobe. 2008 flyttade han till FC Ryukyu. Han avslutade karriären 2010.